# She Went to the Races
Pour plus de détails, voir Fiche technique et Distribution.
She Went to the Races est un film américain réalisé par Willis Goldbeck, sorti le 4 novembre 1945 aux États-Unis et inédit en France.

## Synopsis
Le laboratoire dirigé par le docteur Homer Pecke (Edmund Gwenn) est en prise à d'importantes difficultés financières qui menacent à court terme sa pérennité. Une des chercheurs en physique du laboratoire, la jeune Ann Wotters (Frances Gifford), qui s'avère être la nièce d'Homer Pecke est très émue de cette situation. Aussi, désireux de venir en aide au directeur et de ne pas se voir contraints d'interrompre leurs travaux de recherche, elle et trois autres collègues, les docteurs Gurke (Sig Ruman), Pembroke (Reginald Owen) et Collyer (Charles Halton) décident d'appliquer des méthodes scientifiques infaillibles pour gagner aux courses de chevaux.
Le quatuor fréquente donc les hippodromes et fait la connaissance d'un séduisant éleveur-propriétaire, Steve Canfield (James Craig). Ann succombe à son charme et en tombe amoureuse alors que Steve entretient déjà une relation avec Hilda (Ava Gardner)...

## Fiche technique
- Titre : She Went to the Races
- Réalisation : Willis Goldbeck
- Scénario : Alan Friedman • Lawrence Hazard • DeVallon Scott
- Direction artistique : E. Preston Ames • Cedric Gibbons
- Décors : Edwin B. Willis
- Costumes : Kay Carter • Irene
- Photographie : Charles Salerno Jr.
- Son : Douglas Shearer
- Montage : Adrienne Fazan
- Musique : Nathaniel Shilkret
- Production : Frederick Stephani
- Société de production : Metro-Goldwyn-Mayer
- Distribution : Metro-Goldwyn-Mayer
- Pays :  États-Unis
- Langue : anglais
- Genre : Comédie romantique
- Format : Noir et blanc • 1,37:1 • Mono • 35 mm
- Durée: 86 min
- Dates de sortie :
  - États-Unis : 4 novembre 1945

## Distribution
- James Craig : Steve Canfield
- Frances Gifford : Docteur Ann Wotters
- Ava Gardner : Hilda Spotts
- Edmund Gwenn : Docteur Homer Pecke
- Sig Ruman : Docteur Gurke
- Reginald Owen : Docteur Pembroke
- J.M. Kerrigan : Jeff Habbard
- Charles Halton : Docteur Collyer
- Chester Clute : Wallace Mason
- Frank Orth : Bartender Skelly
- Buster Keaton : Bellboy (non crédité)

## Autour du film
Ava Gardner ne garda pas un bon souvenir de ce tournage : « Je passais la moitié de mon temps à essayer de ne pas pleurer. J'étais maussade parce que je ne savais pas comment faire ce que l'on me demandait. ».